# Костянтинівська міська рада
Костянтинівська міська́ ра́да — орган місцевого самоврядування Костянтинівської міської громади у Краматорському районі Донецької області. Адміністративний центр — місто Костянтинівка.

## Загальні відомості
- Територія ради: 66 км²
- Населення ради: 75977 осіб (станом на 1 лютого 2014 року)

## Населені пункти
Міській раді підпорядковані населені пункти:
- м. Костянтинівка

## Склад ради
Рада складається з 40 депутатів та голови.
- Голова ради: Давидов Сергій Дмитрович
- Секретар ради: Разумний Юрій Григорович

### Керівний склад попередніх скликань
| ПІБ                      | Основні відомості                                                       | Дата обрання | Дата звільнення |
| ------------------------ | ----------------------------------------------------------------------- | ------------ | --------------- |
| Роженко Юрій Никифорович | Міський голова, 1953 року народження, безпартійний                      | 26.03.2006   | 31.10.2010      |
| Давидов Сергій Дмитрович | Міський голова, 1957 року народження, освіта вища, член Партії регіонів | 31.10.2010   |                 |

Примітка: таблиця складена за даними джерела

### Депутати
За результатами місцевих виборів 2010 року депутатами ради стали:

#### За суб'єктами висування
| Суб'єкт висування             | Кількість обраних депутатів | %    |
| ----------------------------- | --------------------------- | ---- |
| Партія регіонів               | 35                          | 87,5 |
| Комуністична партія України   | 4                           | 10   |
| Політична партія «Фронт Змін» | 1                           | 2,5  |

#### За округами
| № округу                      | Прізвище, ім'я, по батькові        | Дата визнання обраним | Освіта         | Партійна приналежність            | Відомості про обраного депутата                                                              |
| ----------------------------- | ---------------------------------- | --------------------- | -------------- | --------------------------------- | -------------------------------------------------------------------------------------------- |
| Комуністична партія України   |                                    |                       |                |                                   |                                                                                              |
| б/м                           | Пасічна Тетяна Валеріївна          | 05.11.2010            | Освіта вища    | член Комуністичної партії України | Іллічівська середня школа, вчитель                                                           |
| б/м                           | Безкоровайний Костянтин Михайлович | 05.11.2010            | Освіта вища    | член Комуністичної партії України | КЛПУ, Катеринівська дільнична лікарня, лікар                                                 |
| б/м                           | Набока Лілія Василівна             | 05.11.2010            | Освіта вища    | член Комуністичної партії України | Верховна Рада України, помічник-консультант                                                  |
| б/м                           | Шувалова Ольга Володимирівна       | 05.11.2010            | Освіта вища    | член Комуністичної партії України | Костянтинівська допоміжна школа-інтернат, вихователь                                         |
| Партія регіонів               |                                    |                       |                |                                   |                                                                                              |
| б/м                           | Швиндя Михайло Андрійович          | 05.11.2010            | Освіта вища    | член Партії регіонів              | загальноосвітня школа № 13, директор                                                         |
| б/м                           | Бобров Ігор Володимирович          | 05.11.2010            | Освіта вища    | член Партії регіонів              | ЦРЛ, завідувач травматологічного відділення                                                  |
| б/м                           | Хорьяков Володимир Вікторович      | 05.11.2010            | Освіта вища    | член Партії регіонів              | КП «Промремонт», директор                                                                    |
| б/м                           | Резніченко Олександр Васильович    | 05.11.2010            | Освіта вища    | член Партії регіонів              | загальноосвітня школа № 6, директор                                                          |
| б/м                           | Яхін Саід Незаметдинович           | 05.11.2010            | Освіта вища    | член Партії регіонів              | Костянтинівська кондитерська фабрика ЗАТ "ВО"Конті"", директор                               |
| б/м                           | Кульчицький Ярослав Андрійович     | 05.11.2010            | Освіта вища    | член Партії регіонів              | ТОВ «Будскло Трейдінг», директор                                                             |
| б/м                           | Карпов Володимир Петрович          | 05.11.2010            | Освіта вища    | член Партії регіонів              | ВАТ "Костянтинівський завод «Втормет», голова правління                                      |
| б/м                           | Борулько Павло Вікторович          | 05.11.2010            | Освіта вища    | позапартійний                     | ЗАТ СД «Європейський світ», президент                                                        |
| б/м                           | Кірєєв Євген Миколайович           | 05.11.2010            | Освіта вища    | член Партії регіонів              | ТОВ «Костянтинівський завод механічного обладнання», заступник директора                     |
| б/м                           | Бова Юлія Юріївна                  | 05.11.2010            | Освіта вища    | член Партії регіонів              | Костянтинівська кондитерська фабрика ЗАТ "ВО"Конті"", начальник відділу кадрів               |
| б/м                           | Бакін Андрій Володимирович         | 05.11.2010            | Освіта вища    | член Партії регіонів              | ЗАТ «Свинець», генеральний директор                                                          |
| б/м                           | Дуванов Андрій Анатолійович        | 05.11.2010            | Освіта середня | член Партії регіонів              | ТОВ "ТПК"Сплав"", майстер                                                                    |
| б/м                           | Ходирєв Валерій Іванович           | 05.11.2010            | Освіта вища    | член Партії регіонів              | ПП «Ходполібуд», директор                                                                    |
| б/м                           | Панченко Роман Олександрович       | 15.11.2010            | Освіта вища    | член Партії регіонів              | Костянтинівський державний хімічний завод, заступник директора                               |
| б/м                           | Кудряшов Роман Олександрович       | 11.12.2014            | Освіта вища    | член Партії регіонів              | ЗАТ"Свинець", заступник директора                                                            |
| 1                             | Разумний Юрій Григорович           | 05.11.2010            | Освіта вища    | член Партії регіонів              | Заступник директора, тОВ Гарант                                                              |
| 2                             | Сечкіна Галина Миколаївна          | 05.11.2010            | Освіта вища    | член Партії регіонів              | Голова профспілкового комітету, аП ТОВ ТК Кристалл                                           |
| 3                             | Олейнік Ольга Володимирівна        | 05.11.2010            | Освіта вища    | член Партії регіонів              | Начальник лабораторії, костянтинівська кондитерська фабрика ЗАТ ВО Конті                     |
| 4                             | Бугай Володимир Степанович         | 05.11.2010            | Освіта середня | член Партії регіонів              | начальник охорони, вАТ КЗМО                                                                  |
| 5                             | Земськова Любов Борисівна          | 05.11.2010            | Освіта вища    | член Партії регіонів              | Помічник директора, костянтинівський державний хімічний завод                                |
| 6                             | Ягмурова Інна Іванівна             | 05.11.2010            | Освіта вища    | член Партії регіонів              | Начальник, костянтинівське міське управління освіти                                          |
| 7                             | Дронов Олексій Вікторович          | 05.11.2010            | Освіта вища    | член Партії регіонів              | Начальник відділу, костянтинівська кондитерська фабрика ЗАТ;ВО;Конті                         |
| 8                             | Ясічев Дмитро Вікторович           | 03.04.2012            | Освіта вища    | позапартійний                     | ПАТ «Спецтехскло-А» м. Костянтинівка, заступник голови правління по постачанню і будівництву |
| 9                             | Науменко Ольга Іванівна            | 05.11.2010            | Освіта вища    | член Партії регіонів              | Керівник, бюро технічної інвентарізації                                                      |
| 10                            | Пустовіт Людмила Анатоліївна       | 05.11.2010            | Освіта вища    | член Партії регіонів              | Заступник директора, тОВ Будскло-трейдінг;                                                   |
| 11                            | Лобас Ольга Миколаївна             | 05.11.2010            | Освіта вища    | член Партії регіонів              | Головний лікар, центральна районна лікарня                                                   |
| 12                            | Коваленко Віктор Вікторович        | 05.11.2010            | Освіта вища    | член Партії регіонів              | приватний підприємець                                                                        |
| 13                            | Мальнев Валентин Олександрович     | 05.11.2010            | Освіта вища    | член Партії регіонів              | завідувач, хірургічне відділення № 1 Центральної районної лікарні                            |
| 14                            | Стасюк Сергій Михайлович           | 05.11.2010            | Освіта середня | член Партії регіонів              | пП «Стасюк», директор                                                                        |
| 15                            | Фесенко Анатолій Сергійович        | 05.11.2010            | Освіта середня | член Партії регіонів              | Генеральний директор, тОВ УК Промснаб                                                        |
| 16                            | Білозуб Ігор Олександрович         | 05.11.2010            | Освіта вища    | член Партії регіонів              | Головний технолог, тОВ"Мегатекс"                                                             |
| 17                            | Оратовська Тетяна Володимирівна    | 05.11.2010            | Освіта вища    | член Партії регіонів              | Завідувачка, центральна бібліотека ім. Горького                                              |
| 18                            | Дубініна Любов Олексіївна          | 05.11.2010            | Освіта вища    | член Партії регіонів              | палац Культури «Октябрь», директор                                                           |
| 19                            | Зайцева Ольга Іванівна             | 05.11.2010            | Освіта вища    | член Партії регіонів              | Костянтинівський навчальний центр Донецького національного університету, директор            |
| 20                            | Прохоренко Ірина Петрівна          | 05.11.2010            | Освіта вища    | член Партії регіонів              | загальноосвітня школа № 9, директор                                                          |
| Політична партія «Фронт Змін» |                                    |                       |                |                                   |                                                                                              |
| б/м                           | Єфремов Леонід Борисович           | 05.11.2010            | Освіта вища    | позапартійний                     | Навчально-методичний центр цивільного захисту, завідувач курсів ГО                           |